# کلاسیک چینی

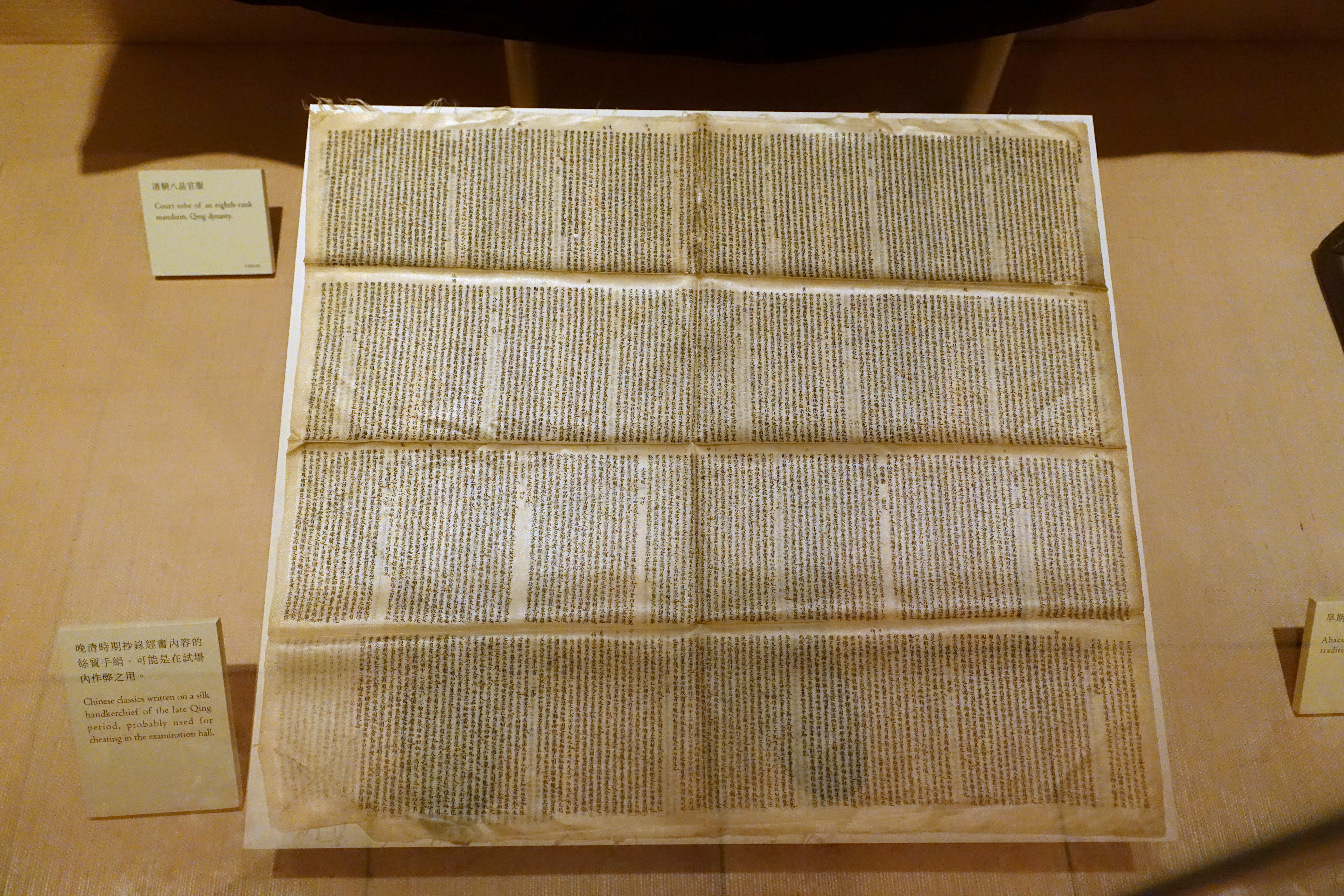
متون کلاسیک چینی در موزه هنگ کنگ

کلاسیک چینی ({{lang|zh|史) اشاره به متون چینی است که قبل از اتحاد امپراتوری توسط دودمان چین در ۲۲۱ قبل از میلاد، به ویژه چهار کتاب و پنج کلاسیک  سنت نئوکنفوسیونیسم، خود خلاصه ای مرسوم از «سیزده کلاسیک» است. همه این متون پیش از دودمان چین به چینی قدیمی یا کلاسیک نوشته شده بودند. هر سه قانون در مجموع به عنوان کلاسیک (經; 经; jīng; تار و پود شناخته می‌شوند.